# 诺伊海姆
诺伊海姆（德語：Neuheim）是瑞士联邦楚格州的市镇。该市镇面积为7.90平方千米，海拔高度665米，2018年12月31日人口数为2,255。